# دیان یاکوویچ
دیان یاکوویچ (سیریلیک صربی: Дејан Јаковић؛ زادهٔ ۱۶ ژوئیهٔ ۱۹۸۵) بازیکن فوتبال اهل کانادا است.
از باشگاه‌هایی که در آن بازی کرده‌است می‌توان به ستاره سرخ بلگراد، دی‌سی یونایتد، شیمیزو اس-پالس، نیویورک کاسموس و لس آنجلس اف‌سی اشاره کرد.